# ゾンビゲーム
ゾンビゲームとは、ゾンビが登場することを特色としているコンピュータゲームのジャンルの一つ。このジャンルに含まれるゲームには、例えばジョージ・A・ロメロのリビングデッドシリーズのようなホラー映画やB級映画、文学作品に見られる人喰いゾンビに影響を受けた怪物が登場する。これらの映画に影響を受けた初期型のゾンビのほか、ダニー・ボイルの『28日後...』に登場する感染者のような、感染による変異体も含む。ゾンビの描写はゲームによって異なる。
ゾンビはコンピュータゲームにおいて一般的な敵として登場するが、初めてゾンビに焦点を当てたゲームは1984年にヨーロッパで発売された『ゾンビゾンビ』（ZX Spectrum）だと言われている。その後、1996年に発売されたサバイバルホラーゲーム『バイオハザード』によって一般的になり、1997年に発売されたガンシューティングゲーム『ザ・ハウス・オブ・ザ・デッド』の発売も相まってゾンビゲームが世界的に大流行した。『バイオハザード』は単独で275万本の売上を記録して主要なホラーのフランチャイズとなり、小説化や映画化にまで至った。

## ゾンビゲームの一覧
| 作品名                                                          | 発売年    | 対応機種                                  | 概要 |
| --------------------------------------------------------------- | --------- | ----------------------------------------- | --- |
| 7 Days to Die                                                   | 2013      | Linux、Mac OS X、Windows                  | 第三次世界大戦後を舞台にしたオープンワールドでボクセルベースのサバイバルRPG。プレイヤーはゾンビがはびこるアリゾナ州に閉じ込められた生存者として、未知のウイルスに感染しないよう生活する。プレイヤーは食料、水、武器、その他の消耗品を見つけるだけではなく、クラフトをしたり、防壁を建築して、ゾンビの大群から生き延びねばならない。                                                                          |
| Borderlands                                                     | 2009      | PS3、Windows、Xbox 360                    | DLCのThe Zombie Island of Dr. Nedが、アンデッドだらけの沼地の島を舞台としている。 |
| Darkwatch                                                       | 2005      | PS2、Xbox                                 | 日本未発売のホラー西部劇FPSゲーム。 主人公は指名手配中のガンマンで、吸血鬼やアンデッドとの戦闘などの要素がある。Xbox版には16人のオンライン対戦モードも実装された。 |
| DayZ                                                            | 2012      | Windows                                   | 『ARMA 2』のMODとして開発され、のちに早期アクセス作品としてリリースされた。謎の疫病によりゾンビ化し、凶暴化した人類を相手に生き延びる。 |
| Dead Island                                                     | 2011      | Windows、PS3、Xbox 360                    | パプアニューギニアにあるとされる架空の島、バノイ島を舞台に、襲撃してくるゾンビと戦い、島からの脱出を図る。最大4人までの協力プレイが可能。 |
| Dの食卓2                                                        | 1999      | ドリームキャスト                          | プレイヤーは飛行機事故の生存者として、ゾンビ化した人間と対峙しつつ真冬のカナダを探索する。 |
| H1Z1                                                            | 2015      | Windows、PS4、Xbox One                    | オープンワールドのMMOバトルロイヤルゲーム。1人から5人のチームで、最後の1人/1チームになることを目的とする。H1Z1: Just Surviveという、サバイバルに特化したモードがあり、その敵としてゾンビが登場する。 |
| Killing Floor                                                   | 2009      | Windows                                   | もとはUnreal Tournament 2004のModとして開発されていたが、後に単体でゲーム化された。ゾンビに酷似した強力な生体兵器の増殖を防ぐため、プレイヤーは機動隊員として戦闘に参加する。 |
| Land of the Dead: Road to Fiddler's Green                       | 2005      | Windows、Xbox                             | ジョージ・A・ロメロ監督の映画『ランド・オブ・ザ・デッド』と世界観を同じくするFPSゲーム。舞台は映画本編よりも前の時系列に置かれ、プレイヤーは農民のジャックとして安全な地帯を目指す。 |
| The Last Guy                                                    | 2008      | PS3                                       | 謎の光によって人類がゾンビ化してしまった世界で、プレイヤーは世界レスキュー連盟に任命され、「ラストガイ」として各地の生存者を救出する。 |
| The Last of Us                                                  | 2013      | PS3、PS4                                  | サバイバルホラーのアクションアドベンチャーゲーム。謎の寄生菌によるパンデミックが起こり、人類滅亡の危機に瀕したアメリカで、感染を逃れた人々は隔離されて生活している。プレイヤーは主人公とヒロインを操作し、感染者や、主人公に敵対する人間と戦って生き延びなければならない。 |
| Left 4 Dead Left 4 Dead 2                                       | 2008 2009 | Windows、Xbox 360など                     | FPSゲーム。シングルプレイモードの他に、マルチプレイの協力モード、対戦モードなどがあり、ゾンビが蔓延るマップからの脱出を目的とする。 |
| Minecraft                                                       | 2009      | Windows、Xbox One、PS4など                | サンドボックスのサバイバルゲーム。プレイヤーは拠点を建築し、道具を作成して、ゾンビや他のモンスターから生き残る。 |
| Plants vs. Zombies                                              | 2009      | Windows、Mac OS X、PS3など                | 陣地に見立てた庭をゾンビの侵攻から守るタワーディフェンスゲーム。プレイヤーは庭に、能力を持った植物を置いて防衛にあたる。 |
| Return to Castle Wolfenstein                                    | 2001      | Linux、Mac OS X、PS2、Windows、Xbox       | FPSゲーム。『Wolfenstein 3D』のリメイク作。 敵キャラクターとして、ドイツ兵の他にゾンビなどが登場する。ナチスのアンデッド増殖を阻止することを目的とする。 |
| Shellshock 2: Blood Trails                                      | 2009      | PS3、Xbox 360、Windows                    | ベトナム戦争を舞台とするサバイバルホラーゲーム。 |
| SIRENシリーズ                                                   | 2003–2008 | PS2、PS3                                  | 昭和の日本を舞台としたホラーゲーム。屍人と呼ばれるアンデッドの敵が登場する。 |
| State of Decay                                                  | 2013      | Windows、Xbox Live Arcade                 | オープンワールドのサバイバルゲーム。ゾンビとの戦闘よりも、戦闘の回避やステルス、資源の収集など、サバイバルに重点を置く。 |
| Warcraft III 「Reign of Chaos」                                 | 2002-2003 | MacOS、Windows                            | リアルタイムストラテジーゲーム『ウォークラフト』の第3作目。ゾンビの他に、人を食べるグールやアボミネーション（人造巨人）が敵として登場する。 |
| 暴れん坊天狗                                                    | 1990      | ファミリーコンピュータ                    | 横スクロール型のシューティングゲーム。謎の惑星「ダークシード」の接近の影響でアメリカの生物がゾンビ化し、日本から飛来した天狗の面がそれを救う。 |
| アローン・イン・ザ・ダーク3                                     | 1994      | MS-DOS、Classic Mac OS、Windows           | アメリカ西部、モハベ砂漠のゴーストタウン、スローターガルチを舞台にしたサバイバルホラーゲーム。2つの超自然的な事件を解決し、オカルト探偵と呼ばれるようになったエドワード・カーンビィが、失踪した映画ロケ隊の謎を追う。ロケ隊メンバーには今や映画女優となった第1作のもう一人の主人公エミリー・ハートウッドも含まれていた。呪われた街にいるゾンビの集団からプレイアブルキャラクターを救出することを目的とする。 |
| アンデッドファクトリー                                          | 2016      | Android、iOS                              | ゾンビをモチーフにしたリアルタイムストラテジーゲームで、ゾンビの大量発生後の終末世界の設定。 世界中のプレイヤーとランキングを競うゲームで、様々な施設を建設・アップグレードしてコロニーを発展させていく内政と、他プレイヤーのコロニーに攻め込み資源を略奪する攻撃が分離されたゲームスタイル。 |
| ウォーキング・デッド                                            | 2012      | Windows、MacOS、PS3、PS4など              | アドベンチャーゲームだが、戦闘などで一部アクション要素（QTE）が含まれる。グラフィックノベル『ウォーキング・デッド』と世界観や一部登場人物を共有する。 |
| お姉チャンバラシリーズ                                          | 2000–2014 | PS2、Xbox 360、Wiiなど                    | プレイヤーは日本刀を持ったギャルとしてゾンビを切り殺していく。映画化もされた。 |
| コール オブ デューティ・ゾンビ                                  | 2009      | iOS、Android、PlayStation、Xbox           | コール オブ デューティシリーズのスピンオフ作品。プレイヤーは第二次世界大戦中のドイツ軍のバンカーにいるアメリカ軍の海兵として、ゾンビ化したナチス親衛隊からのバンカー防衛にあたる。 |
| コール オブ デューティ ブラックオプス（ゾンビモード）           | 2010      | PS3、Xbox 360、Windows、Wii、DS、Mac OS X | 『コール オブ デューティ ブラックオプス』に含まれるFPSサバイバル協力モード。前作『ワールド アット ウォー』収録のミニゲームNazi Zombies!の続編。 ゲーム本編は人間を相手に戦闘するが、ゾンビモードでは廃墟などで襲い掛かってくるゾンビと戦う。上限のないラウンド制で、プレイヤーが死亡するまでゲームが続行される。                                                                                             |
| コール オブ デューティ ブラックオプス2（ゾンビモード）          | 2012      | PS3、Xbox 360、Wii U、Windows             | 『コール オブ デューティ ブラックオプス2』に含まれるFPSゲーム。シリーズにゾンビモードが含まれるのはこれで3度目となるが、通常のサバイバルモードと異なるゲームモードとなるのは初。4人1組の8人で、チームごとに生存を競うGriefと呼ばれるモードが実装された。 |
| コール オブ デューティ ブラックオプス3（ゾンビモード）          | 2015      | Windows、PS4、PS3、Xbox 360、Xbox One     | 『コール オブ デューティ ブラックオプス3』に含まれるFPSゲーム。1940年代の架空の都市、モーグ・シティを舞台とする。 |
| コール オブ デューティ ブラックオプス・ゾンビ                   | 2011      | iOS、Android                              | コール オブ デューティシリーズのゾンビモードのスピンオフ作品。『コール オブ デューティ・ゾンビ』の続編。 4人までの協力プレイで、ボイスチャットが使用できる。 |
| コール オブ デューティ ワールド・アット・ウォー（ゾンビモード） | 2008      | PS3、PS2、Wii、DS、Windows、Xbox 360      | 『コール オブ デューティ ワールド・アット・ウォー』（日本未発売）のに含まれるいくつかのキャンペーンにゾンビが登場する。ソロ・キャンペーンのNacht der Untoten（不死者の夜）、コープ・キャンペーンのひとつ、Nazi Zonbies!（ナチ・ゾンビ）など。 |
| サイコブレイク                                                  | 2014      | Windows、PS3、PS4、Xbox 360、Xbox One     | 3人称視点のサバイバルホラーゲーム。兵士だけではなく「WhiteKnight」と呼ばれるウイルスに感染したゾンビと戦う。 |
| ザ・ハウス・オブ・ザ・デッドシリーズ                            | 1997-2018 | アーケード、セガサターン、PS3など         | ゾンビを倒すことを目的としたガンシューティングゲーム。アーケード版、家庭用ゲーム機版などがあり、タイピングゲーム、ピンボールゲームなどの派生作品も多い。 |
| スウィートホーム                                                | 1989      | ファミリーコンピュータ                    | 黒沢清監督映画『スウィートホーム』のゲーム化作品。閉じ込められた館の中で謎解きや戦闘をして脱出を図る。 サバイバルホラーゲームの先駆けのひとつ。 |
| ゾンビ イン ワンダーランド                                      | 2010      | Wii                                       | TPSゲーム。Wiiウェア用ソフトとして発売された。 民話や童話の主人公が銃器を使用してゾンビと戦うゲーム。 |
| ゾンビリベンジ                                                  | 1999      | アーケード、ドリームキャスト              | 多方向スクロール型3Dアクションゲーム。ゾンビと戦うために、キャラクターを3人から選択することができる。 |
| ダイイングライト                                                | 2015      | PS4、Xbox One、Windows (Steam)            | 1人称視点、オープンワールドのサバイバルホラーゲーム。謎の伝染病によりゾンビ化した人類がはびこる街を舞台に、パルクールを使用した自由度の高いアクションを駆使して生存を計る。 |
| デッドライジングシリーズ                                        | 2006-2016 | Xbox 360、Xbox One、PS4、Windows          | オープンワールドのアクションゲーム。 |
| ナイトメア・クリーチャーズ                                      | 1998      | PS、Windows、NINTENDO 64など              | 19世紀のロンドンを舞台にモンスターやクリーチャーを倒し、最終的に敵の黒魔術師を退治することを目的とする。 |
| バイオハザードシリーズ                                          | 1996-2019 | Windows、PSなど                           | ウイルスによりゾンビ化した人類から生き延びるサバイバルホラーゲーム。作品によっては生物兵器を用いたテロによってバイオハザードが引き起こされる。 |
| ビーストバスターズ                                              | 1989      | アーケード                                | サブマシンガンでゾンビに荒らされた町から脱出する、最大3人で遊べるライトガン・ゲーム。 |
| ポスタル2 A Week in Paradise                                    | 2005      | Linux、Mac OS X、Windows                  | FPSゲーム『ポスタル2』のModとして開発された。 |
| ライズ オブ ナイトメア                                          | 2011      | Xbox 360 Kinect                           | Kinect専用ゲームで、モーションセンサーを使用して操作する。プレイヤーは様々な武器を駆使してゾンビと戦闘する。 |
| 龍が如く OF THE END                                             | 2011      | PS3                                       | 龍が如くシリーズの1作品。それまでの作品では肉弾戦が主であったが、本作では銃撃戦がメインとなる。細菌兵器に感染した人間がゾンビ化したものが敵となる。 |
| ロリポップチェーンソー                                          | 2012      | PS3、Xbox 360                             | ゾンビハンターの家系に生まれた少女を操作し、チェーンソーを持って、ゾンビ化した同級生に立ち向かう。 |